# Thea Proctor
Althea Mary Proctor, nascuda el 2 d'octubre de 1879 i morta el 29 de juliol de 1966, és una artista australiana de principis del segle xx, que contribuí a desenvolupar el modernisme a Austràlia amb la seva tasca com a pintora, litògrafa, dissenyadora i professora.

## Biografia
Thea Proctor va néixer a Armidale (Nova Gal·les del Sud, Austràlia), filla de Katherine Louise Proctor i l'advocat i polític William Consett Proctor. Quan els seus pares es van separar el 1892, es va traslladar a Bowral amb la seva àvia, que va fomentar el seu interès per la pintura.
Va estudiar el 1896 a la Sydney School of Art de 1896 amb Julian Ashton, després, al 1903, a la St John's Wood Art School de Londres. Amb Ashton establí una amistat per a tota la vida, i va fer-li de model diverses vegades. Proctor va romandre a Londres de 1903 a 1912, immersa en un grup d'artistes en què figuraven William Orpen, Augustus John, Wilson Steer i altres artistes australians expatriats com Arthur Streeton i Charles Conder, produint dibuixos i aquarel·les, influenciats per Conder i per estampats japonesos. Va tornar a Sydney entre 1912 i 1914, i després es va establir de nou a Londres fins al 1921. Va exposar a la Royal Academy of Arts i al New English Art Club, i va produir litografies exposades al Senefelder Club i a la London Goupil Gallery.

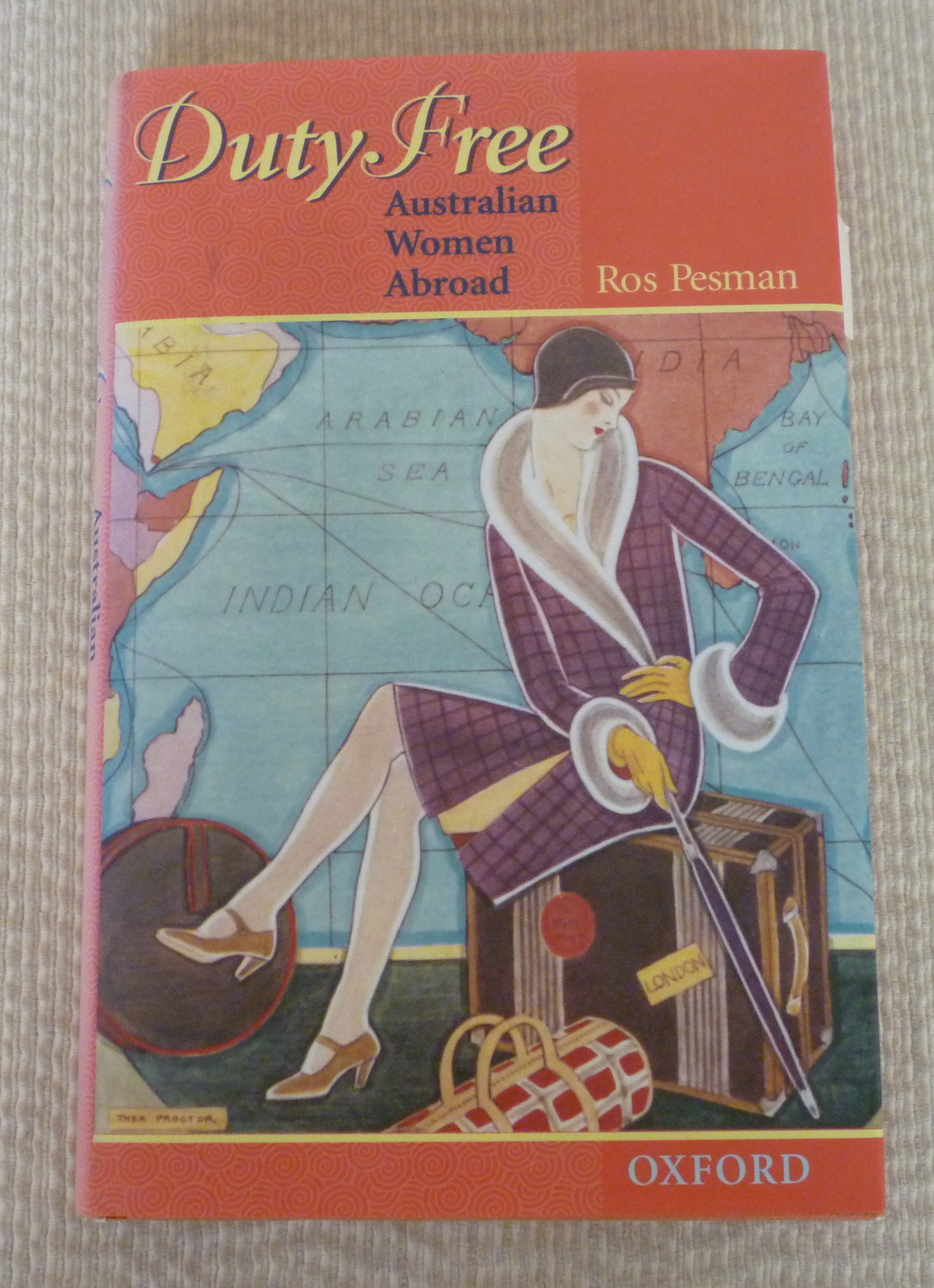
Revista Duty Free, amb disseny de Thea Proctor (octubre de 1929)

Després de retornar a Sydney al 1921, va exposar amb Margaret Preston el 1925. Després, amb George Washington Lambert, va fundar el Contemporary Group i va exposar el 1926-28 amb Grace Cossington Smith, Margaret Preston altre cop, Roland Wakelin i Roy De Maistre. Durant el mateix període, va ensenyar a Adrian Feint tècniques de gravat en fusta de 1926 a 1928, que, com ella, va produir portades de revistes. Més tard també va ensenyar la impressió de linogravar a la Julian Ashton School of Art de Sydney, amb Jean Bellette, per exemple, entre els seus estudiants, així com dibuixant a la Arts and Crafts Society de Nova Gal·les del Sud.
La seva obra, promotora del disseny modern a Austràlia, configura el modernisme cosmopolita i elegant australià dels anys vint. Al 2005 la National Portrait Gallery de Canberra en va fer una retrospectiva i al 2013 formà part de l'exposició Sydney moderns a l'Art Gallery of New South Wales. Va morir el 1966 a Sydney.